# Yerevan TV Tower
Yerevan TV Tower é uma torre de 311.700 metros localizada em Yerevan, Armênia.
Foi construída entre 1974 e 1977.